# Katje Special
Katje Special is een Belgisch bier. Het wordt gebrouwen door Brouwerij Het Sas te Boezinge, een deelgemeente van Ieper.

## Achtergrond
Dit bier werd voor het eerst gebrouwen in 1955 ter gelegenheid van de Ieperse Kattenstoet. Vandaar ook de naam “Katje”. Op het etiket staat eveneens een tekening van een kat.
Katje Special is erkend als streekproduct van de Westhoek.

## Het bier
Katje Special is een amberkleurig bier van hoge gisting met een alcoholpercentage van 6% en een densiteit van 13,2° Plato. Omwille van de combinatie hoge gisting, kleur en lager alcoholpercentage, kan dit bier als een Spéciale belge beschouwd worden.

## Etiketbieren
Katje Special is het moederbier van verschillende etiketbieren:
- Jan Buuc, genoemd naar een 15e-eeuwse waard van de Groote Herberghe te Wervik.[4] Ook dit bier is erkend als streekproduct van de Westhoek.[5] Hoewel het vermeld wordt als een etiketbier van Katje Special, wordt als alcoholpercentage 7,5% aangegeven.
- Kerelsbier Donker, waarvan het etiket aangeeft dat het alcoholpercentage 6,4% bedraagt. Naast Kerelsbier Donker is er ook nog Kerelsbier Licht. Beide Kerelsbieren worden door brouwerij Het Sas gebrouwen in opdracht van drankcentrale Nevejan uit Krombeke. De naam van het bier verwijst naar de Kerels van Vlaanderen die in de 14e eeuw onder leiding van Nicolaas Zannekin in het Vlaams kustgebied in opstand kwamen tegen graaf Lodewijk II van Nevers en uiteindelijk in 1328 verslagen werden in de Slag bij Kassel. Kerelsbier wordt gebrouwen sedert 1983[6] en is eveneens erkend als streekproduct van de Westhoek.[7]
- Peter Benoit[8], met op het etiket een afbeelding van de componist Peter Benoit.